# Hyundai Tucson
Hyundai Tucson, ix35 ou JM é um utilitário esportivo crossover de porte médio da Hyundai lançado em 2004. Seu nome foi inspirado na cidade de Tucson, no Arizona, Estados Unidos.
Seu projeto durou 5 anos para ficar pronto, teve a Porsche Cayenne como inspiração na sua construção. No Brasil chegou em 2004 com as seguintes versões: GL 2.0 16V com opção de câmbio manual e automático, GLS 2.0 16V automático e a versão mais completa GLS 2.7 V6 que contava com tração 4x4, piloto automático, controle de estabilidade, controle de tração e teto solar elétrico.
Também veio ao Brasil as versões com motores a Diesel, mas devido ao valor muito alto na época ela não fez muito sucesso, devido a isso é muito difícil encontrar essa versão rodando pelo país. Em alguns países, o Tucson de segunda geração, é conhecido como New Tucson no exterior, mas no Brasil, como o modelo da primeira geração continuou sendo produzido, adotou o nome de ix35. O nome Tucson acabou retornando na terceira e atual geração.

## Teste de segurança do Latin NCAP
Em 2022, os modelos fabricados na Coreia do Sul e República Tcheca e oferecidos em mercados da América Latina passaram por testes de colisão da Latin NCAP.

#### Versão 6 airbags
Na versão 6 airbags conseguiu três estrelas (de 5 possíveis), obtendo 82% em proteção para adultos, 70% para crianças, 48% para pedestres vulneráveis e 56% em sistemas de segurança.
O veículo tem airbag frontal e protensores no cinto para motorista e passageiro, airbag lateral de peito e lembrete do cinto de segurança (SBR) para motorista e passageiro, airbag de cortina para todos, ESC/ESP, Sistema Limitador de Velocidade (SAS) e isofix de série. Oferece Sistemas de Suporte de Pista (LSS), Detecção de Borda de Estrada (RED), Frenagem Autônoma de Emergência (AEB) e Lane Assist como opcionais.

#### Versão 2 airbags
Na versão 2 airbags não conseguiu nenhuma estrela (de 5 possíveis), obtendo 50% em proteção para adultos, 5% para crianças, 48% para pedestres vulneráveis e 7% em sistemas de segurança.
O veículo oferece airbag frontal e protensores no cinto para motorista e passageiro, SBR para o motorista e isofix de série. Oferece airbag lateral de cabeça, airbag de peito, avisos de segurança (como SBR e ESBR), Lane Assist, LSS, RED, ESC, AEB e SAS como opcionais.

#### No Brasil
No Brasil, ainda vendendo a terceira geração – oferece 6 airbags, ESP, TCS, assistente de partida em rampa, ABS e EBD de série. A partir de 2023, o Tucson produzido e vendido no país será reestilizado com o desenho apresentado em 2018 no Salão de Nova Iorque e fora de linha desde 2020.

## Galeria
- Primeira geração (2004-2016)
- ix35, Segunda geração (2010-2015)
- Terceira geração (2015-2021)
- Quarta geração (2020-presente)